# The Expendables – A feláldozhatók 2.
A feláldozhatók 2. (eredeti cím: The Expendables 2) 2012-ben bemutatott amerikai akciófilm, a 2010-es The Expendables – A feláldozhatók folytatása. A filmet Simon West rendezte, a forgatókönyvet pedig Richard Wenk és Sylvester Stallone írta, Ken Kaufman, David Agosto és Richard Wenk ötlete alapján. A film a korábbi évtizedek legnagyobb akciósztárjait vonultatja fel, a főbb szerepekben Sylvester Stallone mellett többek között Dolph Lundgren, Jet Li, Jason Statham, Chuck Norris, valamint Liam Hemsworth, Terry Crews, Nan Yu és Randy Couture látható, de mellékszereplőként Arnold Schwarzenegger és Bruce Willis is feltűnik a filmben. A negatív főszereplő Jean-Claude Van Damme és testőre, Scott Adkins.
A filmnek további két folytatása is készült: The Expendables – A feláldozhatók 3. (2014) és a The Expendables – A feláldozhatók 4. (2022)
A történet szerint a Feláldozhatók csapata egy látszólag egyszerű küldetésre indul, mely bosszúhadjárattá fajul egy rivális zsoldos, Jean Vilain ellen, aki egy halálos fegyverrel fenyegeti a világot.

## Cselekménye
A feláldozhatók csapata – a vezető Barney Ross (Sylvester Stallone), a kések specialistája, Lee Christmas (Jason Statham), a pusztakezes harcművészet szakértője, Yin Yang (Jet Li), a nehéztűzfegyverek szakembere, Hale Caesar (Terry Crews), a robbantások szakértője, Toll Road (Randy Couture), az érzelmileg labilis Gunner Jensen (Dolph Lundgren) és a mesterlövész Billy, a kölyök (Liam Hemsworth), a csapat legújabb tagja, Ross pártfogoltja – új küldetése az, hogy Nepálban megmentsenek egy túszt, Dr. Zhou-t. Mellette Ross riválisát, Trench-et (Arnold Schwarzenegger) is kimentik a fogságból, aki szintén a kínai túsz megmentésére igyekezett, de fogságba esett. Yang elhagyja a csapatot, hogy visszavigye Kínába Dr. Zhou-t.
Miután a csapat – Yang kivételével – visszatér New Orleansba, Billy közli Ross-szal, hogy hamarosan visszavonul a zsoldosi munkából, mert szeretne együtt lenni barátnőjével, Sophiával. Később Ross kénytelen elfogadni egy küldetést, amit a CIA-ügynök Mr. Church (Bruce Willis) ad neki, hogy törlessze egy tartozását. Church velük küldi Maggie Chant (Nan Yu), egy a műszaki szakértőt. Albániába kell menniük egy lezuhant repülőroncshoz, amelyben van egy széf, benne pedig egy felbecsülhetetlen értékű doboz. Miután megszerzik a tárgyat, rájuk támadnak; a nemzetközi bűnöző és fegyverkereskedő, Jean Vilain (Jean-Claude Van Damme), Hector (Scott Adkins), a jobbkeze és a Sangs nevű zsoldoscsoport bekeríti őket, akik már korábban elfogták Billyt. Vilain azt követeli, hogy adják át neki a széf tartalmát, hogy cserébe megmenthessék társuk, Billy életét. Vonakodva odaadják neki a dobozt, de Vilain egy pörgőrúgással kést rúg Billy szívébe, majd egy helikopterrel elhagyja a helyszínt. Barney talál egy levelet Billy zsebében, amit a fiú a barátnőjének írt. Billyt társai eltemetik, és a csapat bosszút esküszik.
Maggie elmondja nekik, hogy a széfben talált tárgy egy számítógép volt, amely megmutatja a hidegháború után a Szovjetunióban elrejtett 5 tonna finomított plutónium lelőhelyét egy bányában. Vilain egy közeli falu lakosait kényszeríti, hogy kiássák a plutóniumot, hogy azt a feketepiacon értékesítve meggazdagodjon. A feláldozhatók csapata képesek követni a számítógép gyenge jelét egészen Bulgáriába, ahol egy elhagyatott orosz katonai bázison szállnak meg éjszakára. Másnap rájuk támad egy Sangs csapat és egy orosz tank. Miután a Feláldozhatók csapata kifogy a lőszerből, váratlanul Barney régi barátja, a szólóban dolgozó Booker (Chuck Norris) siet a segítségükre, aki pillanatok alatt felszámolja a támadók csapatát. Mielőtt a Feláldozhatók továbbindulnának, Booker ugyan nem megy velük, de tájékoztatja a csapatot egy közeli faluról, ahol lakók gyűlölik a Sangs-okat. Hector és Vilain hamarosan befejeztetik a plutónium kiásását és elkezdik teherautókra felrakodni azt.
A közeli faluban Ross-ék felfegyverzett asszonyokkal találkoznak, akik gyermekeiket igyekeznek megvédeni Vilain embereitől, miután férjeiket rabszolgaként a bányákba kényszerítették. A nők segítséget kérnek a csapattól, akik hamarosan likvidálnak is egy faluba érkező Sangs különítményt. A Feláldozhatók egy igen kockázatos akcióval a bánya megtámadására indulnak, melyben a jól ismert repülőgépük is megsemmisül. Az akcióval ugyan megmentik a bányászok életét a biztos kivégzéstől, de Vilain és csapata a plutóniummal együtt elmenekül a helyszínről és a korábban telepített C4-eseket aktiválva felrobbantják a bánya kijáratát. A csapat így a bányászokkal együtt a hegy fogságába esik, de Trench – Church-csel és számos emberrel az oldalán – viszonozva a korábbi segítséget kimentik őket szorult helyzetükből.
Vilain és emberei el akarják hagyni az országot, de a Feláldozhatók csapata, Trench-csel és Church-csel kiegészülve a repülőtéren várja őket. Vilain teherautókonvoját megtámadják, de egy jármű kivételével a teherautók a hangár felé el tudnak hajtani, mert Vilain és emberei fedezik az akciót. A hangárban már a plutónium berakodását is megkezdik, miközben a várócsarnokban tűzharc alakul ki. Ebbe az ismét feltűnő Booker is bekapcsolódik, és az egyesült erők végeznek a Sangs tagjaival, de közben Vilain néhány emberével egérutat nyer. A hangárban kialakuló közelharc végén Christmas egy helikopter forgó rotorjára löki és ezzel megöli Hectort, míg Ross a menekülő Vilain után siet. A két férfi verekedéséből Ross kerül ki győztesen, aki egy kést döf Vilain gyomrába, megbosszulva Billy halálát. A leszámolás után Church közli Barneyval, hogy ezzel kiegyenlítette a tartozását, és Barney kap egy An–2 kétfedelű repülőt Church-től ajándékba. Franciaországban Sophie (Nikolette Noel) egy dobozt talál az ajtaja küszöbén, benne egy nagy halom pénzzel és Billy levelével. Ahogy a Feláldozhatók repülőgépükkel elhagyják az országot, egy végső pohárköszöntőt mondanak Billy emlékére.

## Szereplők
| Színész               | Szerep                                              | Magyar hang         |
| --------------------- | --------------------------------------------------- | ------------------- |
| Sylvester Stallone    | Barney Ross: A Feláldozhatók vezetője               | Gáti Oszkár         |
| Jason Statham         | Lee Christmas: A csapat kés specialistája           | Epres Attila        |
| Jet Li                | Yin Yang: A közelharcművészet szakavatottja         | Görög László        |
| Dolph Lundgren        | Gunner Jensen: A csapat volatilis tagja             | Jakab Csaba         |
| Randy Couture         | Dézsma (Toll Road): A csapat robbantás-szakértője   | Berzsenyi Zoltán    |
| Terry Crews           | Hale Caesar: A Feláldozhatók nehézfegyver verzátusa | Galambos Péter      |
| Chuck Norris          | Booker: A Sangokat irtó "magányos farkas"           | Sörös Sándor        |
| Jean-Claude Van Damme | Jean Vilene: A Sangok vezetője                      | Mihályi Győző       |
| Arnold Schwarzenegger | Trench Mauser: A feláldozhatók egykori tagja        | Reviczky Gábor      |
| Bruce Willis          | Church: A CIA egyik tisztje                         | Dörner György       |
| Liam Hemsworth        | Bill Timmons: A kölyök                              | Papp Dániel         |
| Scott Adkins          | Hector: Vilain testőre                              | Zöld Csaba          |
| Nan Yu                | Maggie Chang: Church küldöttje                      | Majsai-Nyilas Tünde |
| Charisma Carpenter    | Lacy: Christmas barátnője                           | Sallai Nóra         |
| Amanda Ooms           | Pilar: Egy Vilene-nek dolgozó rabszolga felesége    | Vándor Éva          |

## Fordítás
- Ez a szócikk részben vagy egészben  a   The Expendables 2 című angol Wikipédia-szócikk fordításán alapul.  Az eredeti cikk szerkesztőit annak laptörténete sorolja fel. Ez a jelzés csupán a megfogalmazás eredetét és a szerzői jogokat jelzi, nem szolgál a cikkben szereplő információk forrásmegjelöléseként.